# Cocaine Bear (gấu)
Cocaine Bear, còn được gọi là Pablo Eskobear (đôi khi đánh vần "Escobear"), là một con gấu đen Bắc Mỹ nặng 175 pound (79 kg) đã ăn lượng lớn cocain vào năm 1985. Con gấu được tìm thấy đã chết ở phía bắc Georgia, Hoa Kỳ sau đó được nhồi bông và trưng bày tại một khu mua sắm ở bang Kentucky. Nó là chủ đề của bộ phim Cocaine Bear phát hành năm 2023.

## Lịch sử
Andrew C. Thornton II là cựu cảnh sát về ma túy người Mỹ, ông trở thành một người buôn lậu ma túy ở Kentucky. Vào ngày 11 tháng 9 năm 1985, ông đánh rơi 40 hộp nhựa chứa cocain từ một chiếc máy bay tư nhân vì quá nặng để mang theo. Ông tử vong cùng ngày hôm đó khi nhảy khỏi máy bay với một chiếc dù bị lỗi. Sau đó, vào ngày 23 tháng 12 cùng năm, Cục Điều tra Georgia báo cáo phát hiện xác một con gấu đen đã ăn cocain từ 40 hộp nhựa. Tổng lượng cocain con vật đã ăn là 75 pound (34 kg), trị giá 2 triệu đô la. Trưởng phòng giám định y tế của Phòng thí nghiệm Tội phạm Bang Georgia, Tiến sĩ Kenneth Alonso, cho biết dạ dày của nó "đúng là nhét cocain đầy tới miệng", mặc dù ông ước tính con gấu chỉ hấp thụ 3 đến 4 gam chất này vào dòng máu trong cơ thể tại thời điểm con gấu chết.
Tiến sĩ Alonso không muốn lãng phí xác con gấu, vì vậy ông đã nhồi bông thú và tặng nó cho Khu giải trí Quốc gia Sông Chattahoochee. Tuy nhiên, con gấu bị lạc mất cho đến khi nó được biết đến trở lại trong một cửa hiệu cầm đồ. Ca sĩ nhạc đồng quê Waylon Jennings đã mua nó, cuối cùng nó được chuyển đến "Kentucky for Kentucky Fun Mall" ở Lexington, Kentucky, nơi đây con gấu được trưng bày cho đến ngày nay.

## Văn hóa đại chúng
Ngày 9 tháng 3 năm 2021, Universal Pictures thông báo bộ phim Cocaine Bear dựa trên sự thật về Cocaine Bear, đang được phát triển. Bộ phim do Elizabeth Banks làm đạo diễn. Tuy nhiên, bộ phim có phần hư cấu, vì những sự kiện thực tế xảy ra giữa việc con gấu ăn cocain và cái chết của nó vẫn chưa được biết. Đặc biệt, con gấu không giết bất kỳ người nào, không giống như các tình tiết được miêu tả trong phim. Phim dự kiến phát hành vào ngày 24 tháng 2 năm 2023.